# Nikolaj Koksjarov

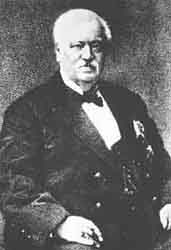
Nikolaj Koksjarov

Nikolaj Ivanovitj Koksjarov (ryska: Николай Иванович Кокшаров), född 5 december 1818 i Öskemen, död 2 januari 1893 i Sankt Petersburg, var en rysk mineralog.
Koksjarov vägledde på den ryska regeringens order Édouard de Verneuil, Roderick Murchison och Alexander Keyserling på deras stora resa i Ryssland 1840-1841. Han blev professor i mineralogi vid Bergsakademien i Sankt Petersburg 1845 och senare dess direktör. Han publicerade en lång rad av noggranna och betydelsefulla deskriptiv-mineralogiska arbeten under titeln Materialien zur Mineralogie Russlands (elva band 1853-1892).